# F3 tedesca 2011
La Formula 3 tedesca 2011 è stata la 37ª stagione del campionato tedesco di Formula 3. La stagione consta di nove appuntamenti, per un totale di diciotto gare. Il campionato è stato vinto da Richie Stanaway, mentre nella categoria Trophy si è affermato Maxim Travin.

## La pre-stagione

### Calendario
| Gara | Gara | Circuito                                 | Giri | Lunghezza           | Data         | Ora   | Supporto            |
| ---- | ---- | ---------------------------------------- | ---- | ------------------- | ------------ | ----- | ------------------- |
| 1    | G1   | Motorsport Arena Oschersleben            | 22   | 22x3,696=81,312 km  | 23 aprile    | 13:35 |                     |
| 1    | G2   | Motorsport Arena Oschersleben            | 20   | 20x3,696=73,920 km  | 24 aprile    | 13:35 |                     |
| 2    | G1   | Circuito di Spa-Francorchamps            | 14   | 14x7,004=98,056 km  | 6 maggio     | 13:10 | 1000 km di Spa      |
| 2    | G2   | Circuito di Spa-Francorchamps            | 14   | 14x7,004=98,056 km  | 7 maggio     | 09:10 | 1000 km di Spa      |
| 3    | G1   | Sachsenring, Hohenstein-Ernstthal        | 24   | 24x3,645=87,480 km  | 14 maggio    | 17:25 |                     |
| 3    | G2   | Sachsenring, Hohenstein-Ernstthal        | 25   | 25x3,645=91,125 km  | 15 maggio    | 08:50 |                     |
| 4    | G1   | TT Circuit Assen                         | 19   | 19x4,555=86,545 km  | 4 giugno     | 12:55 | Superleague Formula |
| 4    | G2   | TT Circuit Assen                         | 20   | 20x4,555=91,100 km  | 5 giugno     | 11:45 | Superleague Formula |
| 5    | G1   | Circuito di Zolder                       | 18   | 18x4,000=72,000 km  | 11 giugno    | 14:10 |                     |
| 5    | G2   | Circuito di Zolder                       | 21   | 21x4,000=84,000 km  | 12 giugno    | 13:40 |                     |
| 6    | G1   | Red Bull Ring, Spielberg bei Knittelfeld | 18   | 18x4,326=77,868 km  | 13 agosto    | 14:00 |                     |
| 6    | G2   | Red Bull Ring, Spielberg bei Knittelfeld | 21   | 21x4,326=90,846 km  | 14 agosto    | 14:00 |                     |
| 7    | G1   | EuroSpeedway Lausitz                     | 26   | 26x4,534=117,884 km | 3 settembre  | 13:35 |                     |
| 7    | G2   | EuroSpeedway Lausitz                     | 15   | 15x4,534=68,010 km  | 4 settembre  | 13:35 |                     |
| 8    | G1   | TT Circuit Assen                         | 17   | 17x4,555=77,435 km  | 17 settembre | 15:40 |                     |
| 8    | G2   | TT Circuit Assen                         | 20   | 20x4,555=91,100 km  | 18 settembre | 14:00 |                     |
| 9    | G1   | Hockenheimring                           | 19   | 19x4,574=86,906 km  | 1º ottobre   | 13:35 |                     |
| 9    | G2   | Hockenheimring                           | 19   | 19x4,574=86,906 km  | 2 ottobre    | 13:30 |                     |

## Piloti e team
| Team                       | Telaio                     | Nr. | Pilota               | Classe | Status | Weekend di Gare |
| -------------------------- | -------------------------- | --- | -------------------- | ------ | ------ | --------------- |
| HS Engineering             | Dallara F305-Volkswagen    | 1   | Alon Day             | C      |        | Tutti           |
| HS Engineering             | Dallara F306-Volkswagen    | 2   | Patrick Schranner    | C      | R      | 1–4             |
| HS Engineering             | Dallara F306-Volkswagen    | 2   | Riccardo Brutschin   | C      |        | 6–9             |
| Van Amersfoort Racing      | Dallara F306-Volkswagen    | 5   | Richie Stanaway      | C      | R      | Tutte           |
| Van Amersfoort Racing      | Dallara F305-Volkswagen    | 6   | Jeroen Mul           | C      | R      | Tutti           |
| Van Amersfoort Racing      | Dallara F305-Volkswagen    | 7   | Hannes van Asseldonk | C      | R      | Tutti           |
| Performance Racing         | Dallara F305-Volkswagen    | 10  | Riccardo Brutschin   | C      |        | 1–4             |
| Performance Racing         | Dallara F305-Volkswagen    | 11  | Tom Blomqvist        | C      | R      | 1–7             |
| Performance Racing         | Dallara F305-Volkswagen    | 11  | Dennis Lind          | C      | R      | 9               |
| Motopark                   | Dallara F306-Volkswagen    | 12  | Markus Pommer        | C      |        | 1–3             |
| Motopark                   | Dallara F305-Volkswagen    | 14  | Tony Halbig          | C      | R      | Tutti           |
| Motopark                   | Dallara F305-Volkswagen    | 15  | Gary Thompson        | C      |        | 2               |
| Brandl Racing              | Dallara F305-Mercedes      | 17  | Marco Sørensen       | C      |        | 1–7, 9          |
| Brandl Racing              | Dallara F306-Mercedes      | 18  | Bernd Herndlhofer    | C      |        | 1–2             |
| Brandl Racing              | Dallara F306-Mercedes      | 18  | Filip Salaquarda     | C      |        | 5               |
| Jo Zeller Racing           | Dallara F306-Mercedes      | 24  | Sandro Zeller        | C      |        | 1–3             |
| Jo Zeller Racing           | Dallara F306-Mercedes      | 24  | Markus Pommer        | C      |        | 4–9             |
| Jo Zeller Racing           | Dallara F305-Mercedes      | 25  | René Binder          | C      |        | 1–2, 4–9        |
| URD Rennsport              | Dallara F306-Mercedes      | 26  | Klaus Bachler        | C      | R      | Tutte           |
| Bordoli-Motorsport         | Dallara F305-OPC Challenge | 28  | Yannick Mettler      | C      | R      | 1–5, 8–9        |
| Max Travin Racing          | Dallara F306-Volkswagen    | 30  | Nicolay Martsenko    | C      |        | Tutti           |
| Max Travin Racing          | Dallara F303-OPC Challenge | 54  | Maxim Travin         | T      |        | Tutti           |
| Stromos ArtLine            | Dallara F305-OPC Challenge | 33  | Antti Rammo          | C      |        | 1–2, 4–6, 8–9   |
| Stromos ArtLine            | ArtTech F24C-OPC Challenge | 50  | Mikhail Aleshin      | T      |        | 9               |
| Stromos ArtLine            | ArtTech F24C Mercedes      | 50  | Mikhail Aleshin      | T      |        | 1, 6, 8         |
| Stromos ArtLine            | ArtTech F24C Mercedes      | 50  | Daniel Aho           | T      |        | 4               |
| Stromos ArtLine            | ArtTech F24C Mercedes      | 50  | Tom Dillmann         | T      |        | 5               |
| Stromos ArtLine            | ArtTech F24-OPC Challenge  | 50  | Ivan Samarin         | T      |        | 2               |
| APEX Engineering           | Dallara F305-OPC Challenge | 35  | Jordi Weckx          | C      |        | 2, 4, 9         |
| Franz Wöss Racing          | Dallara F305-OPC Challenge | 36  | Dominik Kocher       | C      | R      | 6, 9            |
| Franz Wöss Racing          | Dallara F305-OPC Challenge | 37  | Stefan Neuburger     | C      |        | 6               |
| Franz Wöss Racing          | Dallara F305-OPC Challenge | 37  | Francesco Lopez      | C      |        | 9               |
| Rhino's Leipert Motorsport | Dallara F304- Opel         | 55  | Luca Iannaccone      | T      |        | Tutte           |

| Icona | Classe     |
| ----- | ---------- |
| C     | Cup        |
| T     | Trophy     |
| Icona | Status     |
| R     | Esordiente |

## Risultati e classifiche

### Risultati
| Gara | Gara | Circuito       | Tempo     | Velocità     | Pole Position        | GPV                  | Vincitore       | Vettura            | Team                  | Vincitore Trophy |
| ---- | ---- | -------------- | --------- | ------------ | -------------------- | -------------------- | --------------- | ------------------ | --------------------- | ---------------- |
| 1    | G1   | Oschersleben   | 30'30"429 | 159,921 km/h | Tom Blomqvist        | Richie Stanaway      | Richie Stanaway | Dallara-Volkswagen | Van Amersfoort Racing | Mikhail Aleshin  |
| 1    | G2   | Oschersleben   | 31'18"166 | 141,687 km/h | Hannes van Asseldonk | Richie Stanaway      | Richie Stanaway | Dallara-Volkswagen | Van Amersfoort Racing | Mikhail Aleshin  |
| 2    | G1   | Spa            | 32'00"442 | 183,8 km/h   | Marco Sørensen       | Marco Sørensen       | Marco Sørensen  | Dallara-Mercedes   | Brandl Racing         | Ivan Samarin     |
| 2    | G2   | Spa            | 31'57"213 | 184,1 km/h   | Marco Sørensen       | Marco Sørensen       | Richie Stanaway | Dallara-Volkswagen | Van Amersfoort Racing | Maxim Travin     |
| 3    | G1   | Sachsenring    | 30'21"170 | 172,926 km/h | Richie Stanaway      | Tom Blomqvist        | Richie Stanaway | Dallara-Volkswagen | Van Amersfoort Racing | Maxim Travin     |
| 3    | G2   | Sachsenring    | 31'12"513 | 175,212 km/h | Alon Day             | Klaus Bachler        | Klaus Bachler   | Dallara-Mercedes   | URD Rennsport         | Maxim Travin     |
| 4    | G1   | Assen          | 30'03"233 | 172,77 km/h  | Richie Stanaway      | Alon Day             | Richie Stanaway | Dallara-Volkswagen | Van Amersfoort Racing | Daniel Aho       |
| 4    | G2   | Assen          | 31'11"513 | 175,23 km/h  | Richie Stanaway      | Richie Stanaway      | Richie Stanaway | Dallara-Volkswagen | Van Amersfoort Racing | Daniel Aho       |
| 5    | G1   | Zolder         | 30'06"937 | 143,447 km/h | Richie Stanaway      | Markus Pommer        | Richie Stanaway | Dallara-Volkswagen | Van Amersfoort Racing | Maxim Travin     |
| 5    | G2   | Zolder         | 30'23"849 | 165,803 km/h | Tom Blomqvist        | Tom Blomqvist        | Tom Blomqvist   | Dallara-Volkswagen | Performance Racing    | Tom Dillmann     |
| 6    | G1   | Red Bull Ring  | 31'21"248 | 149,010 km/h | Richie Stanaway      | Alon Day             | Richie Stanaway | Dallara-Volkswagen | Van Amersfoort Racing | Mikhail Aleshin  |
| 6    | G2   | Red Bull Ring  | 30'52"061 | 176,585 km/H | Richie Stanaway      | Richie Stanaway      | Richie Stanaway | Dallara-Volkswagen | Van Amersfoort Racing | Mikhail Aleshin  |
| 7    | G1   | Lausitz        | 26'42"476 | 162,972 km/h | Richie Stanaway      | Richie Stanaway      | Marco Sørensen  | Dallara-Mercedes   | Brandl Racing         | Maxim Travin     |
| 7    | G2   | Lausitz        | 30'09"504 | 135,306 km/h | Richie Stanaway      | Richie Stanaway      | Richie Stanaway | Dallara-Volkswagen | Van Amersfoort Racing | Maxim Travin     |
| 8    | G1   | Assen          | 29'58"233 | 155,022 km/h | Hannes van Asseldonk | Hannes van Asseldonk | Klaus Bachler   | Dallara-Mercedes   | URD Rennsport         | Mikhail Aleshin  |
| 8    | G2   | Assen          | 31'01"136 | 176,215 km/h | Richie Stanaway      | Markus Pommer        | Richie Stanaway | Dallara-Volkswagen | Van Amersfoort Racing | Maxim Travin     |
| 9    | G1   | Hockenheimring | 30'28"639 | 171,090 km/h | Markus Pommer        | Richie Stanaway      | Richie Stanaway | Dallara-Volkswagen | Van Amersfoort Racing | Mikhail Aleshin  |
| 9    | G2   | Hockenheimring | 30'19"589 | 171,941 km/h | Richie Stanaway      | Richie Stanaway      | Richie Stanaway | Dallara-Volkswagen | Van Amersfoort Racing | Mikhail Aleshin  |

### Classifica piloti
I punti sono assegnati secondo lo schema seguente:
| Sistema di punteggio | Sistema di punteggio | Sistema di punteggio | Sistema di punteggio | Sistema di punteggio | Sistema di punteggio | Sistema di punteggio | Sistema di punteggio | Sistema di punteggio | Sistema di punteggio | Sistema di punteggio | Sistema di punteggio |
| Posizione            | 1°                   | 2°                   | 3°                   | 4°                   | 5°                   | 6°                   | 7°                   | 8°                   | PP                   | GPV                  |                      |
| -------------------- | -------------------- | -------------------- | -------------------- | -------------------- | -------------------- | -------------------- | -------------------- | -------------------- | -------------------- | -------------------- | -------------------- |
| Punti                | 10                   | 8                    | 6                    | 5                    | 4                    | 3                    | 2                    | 1                    | 1                    | 1                    |                      |

| Pos                                      | Pilota               | OSC | OSC | SPA | SPA | SAC | SAC | ASS | ASS | ZOL | ZOL | RBR | RBR | LAU | LAU | ASS | ASS | HOC | HOC | Punti |
| ---------------------------------------- | -------------------- | --- | --- | --- | --- | --- | --- | --- | --- | --- | --- | --- | --- | --- | --- | --- | --- | --- | --- | ----- |
| 1                                        | Richie Stanaway      | 1   | 1   | 2   | 1   | 1   | 4   | 1   | 1   | 1   | 5   | 1   | 1   | 2   | 1   | 2   | 1   | 1   | 1   | 181   |
| 2                                        | Marco Sørensen       | 3   | 2   | 1   | 2   | 2   | 2   | 2   | 7   | 3   | 2   | 2   | 2   | 1   | 2   |     |     | 2   | 2   | 126   |
| 3                                        | Klaus Bachler        | Rit | 13  | 4   | 3   | 3   | 1   | 3   | 3   | 2   | 7   | 6   | 13  | 4   | 4   | 1   | 4   | 9   | Rit | 79    |
| 4                                        | Alon Day             | 4   | 6   | 3   | 6   | 4   | 9   | 5   | 6   | 6   | 6   | 5   | 4   | 7   | Rit | 6   | 3   | Rit | 5   | 62    |
| 5                                        | Hannes van Asseldonk | 5   | 8   | 8   | Rit | 8   | 11  | 7   | Rit | 4   | 3   | 3   | 3   | Rit | 3   | 3   | 5   | 4   | 4   | 61    |
| 6                                        | Tom Blomqvist        | 2   | Rit | 5   | 5   | 13  | 3   | 4   | 4   | Rit | 1   | 4   | 7   | 3   | Rit |     |     |     |     | 59    |
| 7                                        | Markus Pommer        | 12  | NP  | Rit | 11  | 9   | 8   | 10  | 2   | 5   | 4   | 7   | 5   | 9   | 5   | 8   | 2   | 3   | 3   | 52    |
| 8                                        | René Binder          | 6   | 3   | Rit | 4   |     |     | 6   | Rit | 15  | 9   | 10  | 9   | 11  | 7   | 7   | NP  | 5   | 9   | 26    |
| 9                                        | Tony Halbig          | 8   | 4   | 10  | 12  | 16  | 5   | Rit | 9   | 8   | 10  | 8   | 6   | 6   | 9   | 10  | Rit | 8   | 7   | 22    |
| 10                                       | Jeroen Mul           | 11  | Rit | 17  | 7   | 7   | Rit | 8   | 8   | 10  | 8   | Rit | 12  | 5   | 6   | 5   | Rit | 10  | 10  | 18    |
| 11                                       | Patrick Schranner    | 7   | 5   | 9   | 9   | 5   | 6   | 9   | 5   |     |     |     |     |     |     |     |     |     |     | 17    |
| 12                                       | Nicolay Martsenko    | 14  | Rit | 13  | 15  | 12  | 13  | 12  | 11  | 11  | 16  | 11  | 10  | 10  | 8   | 4   | 6   | 11  | Rit | 9     |
| 13                                       | Riccardo Brutschin   | 10  | Rit | Rit | 13  | 6   | 10  | Rit | 10  |     |     | 12  | 8   | 8   | Rit | 9   | NP  | 7   | Rit | 8     |
| 14                                       | Bernd Herndlhofer    | 9   | 7   | 6   | 10  |     |     |     |     |     |     |     |     |     |     |     |     |     |     | 5     |
| 15                                       | Sandro Zeller        | 13  | 11  | 7   | 8   | 10  | 7   |     |     |     |     |     |     |     |     |     |     |     |     | 5     |
| 16                                       | Mikhail Aleshin      | 16  | 10  |     |     |     |     |     |     |     |     | 9   | 11  |     |     | 11  | Rit | 15  | 6   | 3     |
| 17                                       | Antti Rammo          | 15  | 12  | 15  | 17  |     |     | 13  | 14  | 9   | 14  | 13  | 15  |     |     | 14  | 7   | 14  | 12  | 2     |
| 18                                       | Filip Salaquarda     |     |     |     |     |     |     |     |     | 7   | 12  |     |     |     |     |     |     |     |     | 2     |
| 19                                       | Maxim Travin         | 17  | 14  | 16  | 18  | 14  | 12  | 15  | 15  | 12  | 15  | 15  | 17  | 12  | 10  | 13  | 8   | 18  | 16  | 1     |
| —                                        | Yannick Mettler      | 19  | 9   | 11  | 14  | 11  | SQ  | 11  | 12  | Rit | 13  |     |     |     |     | 12  | Rit | Rit | 14  | 0     |
| —                                        | Luca Iannaccone      | 18  | 15  | 18  | 19  | 15  | 14  | 16  | 16  | 13  | 17  | 17  | 18  | 13  | 11  | 15  | 9   | 17  | 17  | 0     |
| —                                        | Jordi Weckx          |     |     | 14  | 16  |     |     |     |     |     |     |     |     |     |     |     |     | 12  | 11  | 0     |
| —                                        | Tom Dillmann         |     |     |     |     |     |     |     |     | 14  | 11  |     |     |     |     |     |     |     |     | 0     |
| —                                        | Ivan Samarin         |     |     | 12  | 20  |     |     |     |     |     |     |     |     |     |     |     |     |     |     | 0     |
| —                                        | Francesco Lopez      |     |     |     |     |     |     |     |     |     |     |     |     |     |     |     |     | 13  | 13  | 0     |
| —                                        | Daniel Aho           |     |     |     |     |     |     | 14  | 13  |     |     |     |     |     |     |     |     |     |     | 0     |
| —                                        | Dominik Kocher       |     |     |     |     |     |     |     |     |     |     | 14  | 14  |     |     |     |     | 16  | 15  | 0     |
| —                                        | Stefan Neuburger     |     |     |     |     |     |     |     |     |     |     | 16  | 16  |     |     |     |     |     |     | 0     |
| —                                        | Gary Thompson        |     |     | NP  | NP  |     |     |     |     |     |     |     |     |     |     |     |     |     |     | 0     |
| Piloti ospiti non eleggibili per i punti |                      |     |     |     |     |     |     |     |     |     |     |     |     |     |     |     |     |     |     |       |
| —                                        | Dennis Lind          |     |     |     |     |     |     |     |     |     |     |     |     |     |     |     |     | 6   | 8   | 0     |
| Trophy                                   |                      |     |     |     |     |     |     |     |     |     |     |     |     |     |     |     |     |     |     |       |
| 1                                        | Maxim Travin         | 17  | 14  | 16  | 18  | 14  | 12  | 15  | 15  | 12  | 15  | 15  | 17  | 12  | 10  | 13  | 8   | 18  | 16  | 156   |
| 2                                        | Luca Iannaccone      | 18  | 15  | 18  | 19  | 15  | 14  | 16  | 16  | 13  | 17  | 17  | 18  | 13  | 11  | 15  | 9   | 17  | 17  | 124   |
| 3                                        | Mikhail Aleshin      | 16  | 10  |     |     |     |     |     |     |     |     | 9   | 11  |     |     | 11  | Rit | 15  | 6   | 70    |
| 4                                        | Daniel Aho           |     |     |     |     |     |     | 14  | 13  |     |     |     |     |     |     |     |     |     |     | 20    |
| 5                                        | Tom Dillmann         |     |     |     |     |     |     |     |     | 14  | 11  |     |     |     |     |     |     |     |     | 16    |
| 6                                        | Ivan Samarin         |     |     | 12  | 20  |     |     |     |     |     |     |     |     |     |     |     |     |     |     | 16    |
| Pos                                      | Pilota               | OSC | OSC | SPA | SPA | SAC | SAC | ASS | ASS | ZOL | ZOL | RBR | RBR | LAU | LAU | ASS | ASS | HOC | HOC | Punti |

| Colore  | Risultato             |
| ------- | --------------------- |
| Oro     | Vincitore             |
| Argento | 2º posto              |
| Bronzo  | 3º posto              |
| Verde   | Finito a punti        |
| Blu     | Finito senza punti    |
| Viola   | Ritirato (Rit)        |
| Viola   | Non classificato (NC) |
| Rosso   | Non qualificato (NQ)  |
| Nero    | Squalificato (SQ)     |
| Bianco  | Non partito (NP)      |
| Bianco  | Non ha gareggiato     |
| Bianco  | Infortunato (INF)     |
| Bianco  | Escluso (ES)          |
| Bianco  | Gara cancellata (C)   |